# براندان بروكس
براندان بروكس هو لاعب هوكي الجليد كندي، ولد في 26 نوفمبر 1978 في سانت كاثرينز في كندا.

## وصلات خارجية
- براندان بروكس على موقع دوري الهوكي الوطني (الإنجليزية)
- براندان بروكس على موقع EliteProspects.com (الإنجليزية)
- براندان بروكس على موقع HockeyDB.com (الإنجليزية)